# Microbotryum koenigiae
Microbotryum koenigiae är en svampart som först beskrevs av Emil Rostrup, och fick sitt nu gällande namn av Vánky 1998. Microbotryum koenigiae ingår i släktet Microbotryum och familjen Microbotryaceae.   Inga underarter finns listade i Catalogue of Life.